# Clifton and Compton
Pour les articles homonymes, voir Clifton et Compton.
Clifton and Compton est une paroisse civile du Derbyshire, en Angleterre. En dépit de son nom, elle n'est composée que des villages de Clifton et de Hangingbridge.
Au recensement de 2011, la population de la paroisse civile était de 500 habitants.